# Sine-Saloum
Sine-Saloum je prirodna regija. Prostire se na sjeveru Gambije i jugu Petite-Côte u Senegalu. Površine je 180.000 hektara. U ovoj se regiji nalazi Nacionalni park Delta rijeke Saloum. 
Deltu tvore sutoka dviju rijeka, Sine i Salouma koje se potom ulijevaju u Atlantski ocean. Zbog slabog strujanja vode tih dviju rijeka, morska slanost prodire duboko u unutrašnjost. 
U davnoj prošlosti sererska kraljevstva Sine (glavni gradovi Diakhao, Mbissel) i Salouma (glavni grad Kahone) bili su rivali. Od 1984. ovdje su formirane dvije upravne regije, Kaolack i Fatick.